# MFK Dubnica
ZTS Dubnica – słowacki klub piłkarski, z siedzibą w Dubnicy.

## Kalendarium
- 1926 – powstaje SK Dubnica
- 1948 – zmiana nazwy na ŠK Sokol Škoda Dubnica
- 1952 – zmiana nazwy na ŠK Sokol Vorošilov
- 1953 – zmiana nazwy na DŠO Spartak ŠK Dubnica
- 1962 – zmiana nazwy na TJ Spartak ŠK Dubnica
- 1965 – zmiana nazwy na TJ Spartak SMZ Dubnica
- 1978 – zmiana nazwy na TJ Spartak ZTS ŠK Dubnica
- 1993 – zmiana nazwy na FK ZTS Kerametal Dubnica
- 1999 – zmiana nazwy na FK ZTS Dubnica
- 2003 – pierwsza europejska kwalifikacja, Puchar Intertoto
- 2008 – zmiana nazwy na MFK Dubnica
- 2017 – zmiana nazwy na FK Dubnica nad Vahom

## Osiągnięcia
- 4. miejsce w Corgoň Liga: 2004/2005
- 3. runda Pucharu Intertoto: 2005

## Europejskie puchary
Legenda do wszystkich tabel:
- Q – runda eliminacyjna, 1/16, 1/8, 1/4, 1/2 – odpowiednia faza rozgrywek, Grupa – runda grupowa, 1r gr – pierwsza runda grupowa, 2r gr – druga runda grupowa, F – finał, R – runda, PO – play-off
- k. – rzuty karne, los. – losowanie, Dogr. – dogrywka, w. – zasada bramek strzelonych na wyjeździe

| Sezon | Rozgrywki        | Runda | Przeciwnik         | Dom | Wyjazd | Ogólnie |
| ----- | ---------------- | ----- | ------------------ | --- | ------ | ------- |
| 2003  | Puchar Intertoto | 1R    | Olympiakos Nikozja | 3–0 | 4–1    | 7–1     |
| 2003  | Puchar Intertoto | 2R    | FC Koper           | 2–3 | 1–0    | 3–3, w. |
| 2004  | Puchar Intertoto | 1R    | Teuta Durrës       | 4–0 | 0–0    | 4–0     |
| 2004  | Puchar Intertoto | 2R    | Slovan Liberec     | 1–2 | 0–5    | 1–7     |
| 2005  | Puchar Intertoto | 1R    | Vasas              | 2–0 | 0–0    | 2–0     |
| 2005  | Puchar Intertoto | 2R    | Ankaraspor         | 4–0 | 0–1    | 4–1     |
| 2005  | Puchar Intertoto | 3R    | Newcastle United   | 1–3 | 0–2    | 1–5     |